# Torneo Clasificatorio
El Torneo Clasificatorio fue un torneo oficial organizado por la Asociación Uruguaya de Fútbol que se disputaba en la primera mitad del año, el campeón de dicho Torneo obtendría la clasificación a la Copa Libertadores de América y también clasificaba a jugar los torneos Apertura y Clausura en la segunda mitad del año (sin arrastrar los puntos conseguidos en el Clasificatorio). En él, se dividían en tres grupos, dos de ellos de equipos de Montevideo y el grupo restante de equipos del interior, y clasificaba a los primeros 10 equipos de la tabla general a los torneos Apertura y Clausura. Paralelamente al Apertura y Clausura, se disputó la Zona Permanencia, la cual agrupaba a los 8 restantes equipos de la tabla general del Torneo Clasificatorio (que sí arrastraban los puntos que consiguieron en dicho torneo), en el cual descendían los 2 peores equipos de Montevideo y el peor equipo del interior. El Torneo Clasificatorio fue ganado por Peñarol en 2 oportunidades, siendo el más Campeón de esta Copa, ya que obtuvo este torneo en 2001 y 2002, siendo Bicampeón del Torneo Clasificatorio al ganar dos años consecutivos el trofeo. En el año 2003 no se disputó, y volvió a jugarse en el año 2004, siendo el otro Club en ser Campeón de este Torneo el Danubio Fútbol Club en 2004, en este caso de forma invicta, siendo un año increíble e inolvidable para los hinchas danubianos ya que también en el mismo año Danubio obtendría el título del Campeonato Uruguayo al ganarle las finales a Nacional.

## Sistema de disputa
Este torneo de carácter clasificatorio, como lo indica su nombre, fue disputado por los 18 equipos de primera división durante el primer semestre de los años 2001, 2002 y 2004 a una sola rueda todos contra todos. A su vez, en los dos primeros Torneos, tanto en el Torneo de 2001 y 2002 los 18 equipos fueron separados en 3 grupos de la siguiente forma: los 13 equipos de Montevideo (capital uruguaya) fueron divididos en 2 grupos (uno de 6 y otro de 5) y los 5 equipos no capitalinos en un tercer grupo aparte., mientras que en la edición del 2004, no hubo separación entre grupos, y jugaron los 18 equipos todos contra todos a una rueda, el primero al finalizar la rueda sería el campeón de esa edición del Torneo Clasificatorio 2004 (que fue Danubio), mientras que los primeros 10 accederían a participar a los Torneos Apertura y Clausura del Campeonato Uruguayo 2004, el resto de los equipos jugarían la Zona de permanencia.
Reglas de puntuación:
A diferencia de la temporada anterior para las tablas de posiciones de los grupos se toman en cuenta los 17 partidos disputados por el Clasificatorio en vez de solo contar los disputados entre integrantes del grupo.
Reglas de clasificación:
El primer equipo en la Tabla General clasificaría directamente a la Copa Libertadores del año siguiente.
Clasificarían a la Zona Campeonato:
El primer y segundo equipo de cada grupo (6 equipos en total).
Los mejores cuatro equipos en la Tabla General sin contar los 6 equipos clasificados a través de los grupos.
Los 8 equipos restantes disputarían la Permanecía para definir los descensos a Segunda división.

## Campeones
En la primera edición del torneo el campeón fue Peñarol, ya que culminó primero en su grupo con 39 puntos conseguidos, producto de 17 partidos jugados,	12 ganados 3 empatados y 2 perdidos, el subcampeón de esa edición sería Danubio Fútbol Club. En la segunda edición el Campeón también fue Peñarol al ganar 36 puntos en 17 partidos jugados, ya que ganó 10 partidos, empató 6 y perdió tan solo 1, el subcampeón de ese Torneo sería Nacional. En la última edición el campeón de este Torneo y de forma invicta fue Danubio Fútbol Club, al ganar 41 puntos en 17 partidos jugados, producto de 12 partidos ganados, 5 empatados, no perdiendo ninguno de los partidos en este Torneo Clasificatorio terminando invicto, el segundo y subcampeón de ese Torneo sería el Club Sportivo Cerrito, además Danubio Fútbol Club en ese mismo año sería el campeón del Campeonato Uruguayo de 2004, al ganarle las finales a Nacional.	
| Año          | Campeón | Subcampeón |
| ------------ | ------- | ---------- |
| 2001 Detalle | Peñarol | Danubio    |
| 2002 Detalle | Peñarol | Nacional   |
| 2004 Detalle | Danubio | Cerrito    |

### Títulos por equipo
| Club     | Títulos | Subtítulos | Años campeón | Años subcampeón |
| -------- | ------- | ---------- | ------------ | --------------- |
| Peñarol  | 2       | 0          | 2001 y 2002  |                 |
| Danubio  | 1       | 1          | 2004         | 2001            |
| Nacional | 0       | 1          |              | 2002            |
| Cerrito  | 0       | 1          |              | 2004            |